# Ciudad Sahagún
Ciudad Sahagún, oficialmente denominada Fray Bernardino de Sahagún, es una ciudad mexicana, ubicada en el municipio de Tepeapulco, en el estado de Hidalgo. Es la octava localidad más poblada de Hidalgo, la localidad más poblada de Tepeapulco; y la localidad más poblada de Hidalgo, sin ser cabecera municipal.
La ciudad que originalmente sería un pequeño conjunto habitacional para los trabajadores de las paraestatales Diesel Nacional, Constructora Nacional de Carros de Ferrocarril y Siderúrgica Nacional, empresas que en conjunto formaban parte de un plan para erradicar la pobreza del Valle de Apan. Sin embargo, la privatización de estas y otras más que formaban un gran conjunto industrial en la década de 1980 provocaron un cambio negativo en la economía local que duraría hasta la segunda mitad de los años 2000.

## Geografía

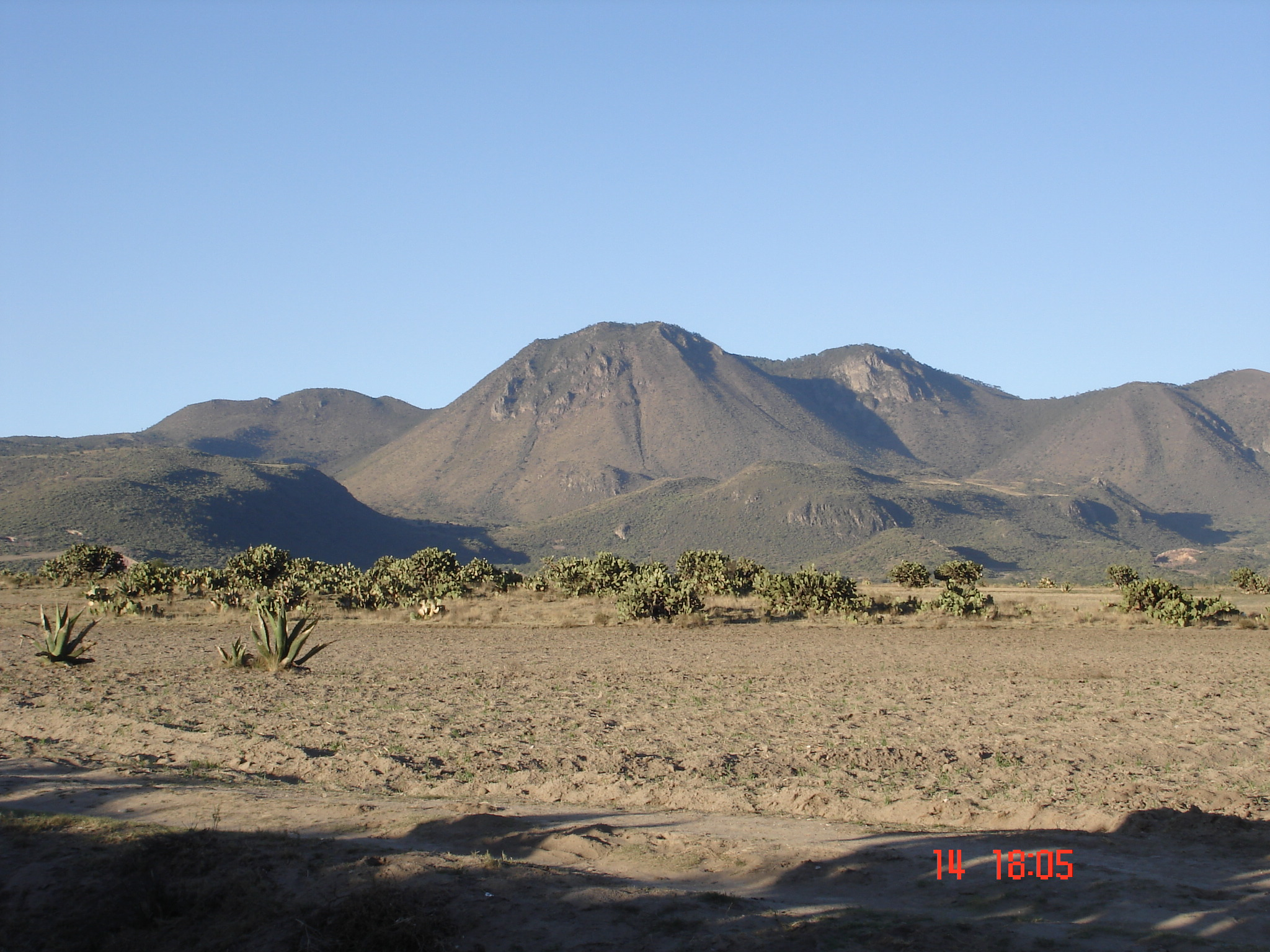
Cerro de Xihuingo en la sierra de Chichicuautla, en las cercanías de la ciudad.

Se encuentra en la región geográfica de los llanos de Apan (Altiplanicie pulquera); a la localidad le corresponden las coordenadas geográficas 19°46′21.741″ de latitud norte y 98°34′54.852″ de longitud oeste, con una altitud de 2448 m s. n. m. Cuenta con un clima semiseco templado y templado subhúmedo con lluvias en verano, de menor humedad.
En cuanto a fisiografía se encuentra en la provincia de la Eje Neovolcánico, dentro de la subprovincia de Lagos y Volcanes de Anáhuac; su terreno es de llanura y lomerío. En lo que respecta a la hidrografía se encuentra posicionado en la región del Pánuco, dentro de la cuenca del río Moctezuma, en la subcuenca del río Tezontepec.

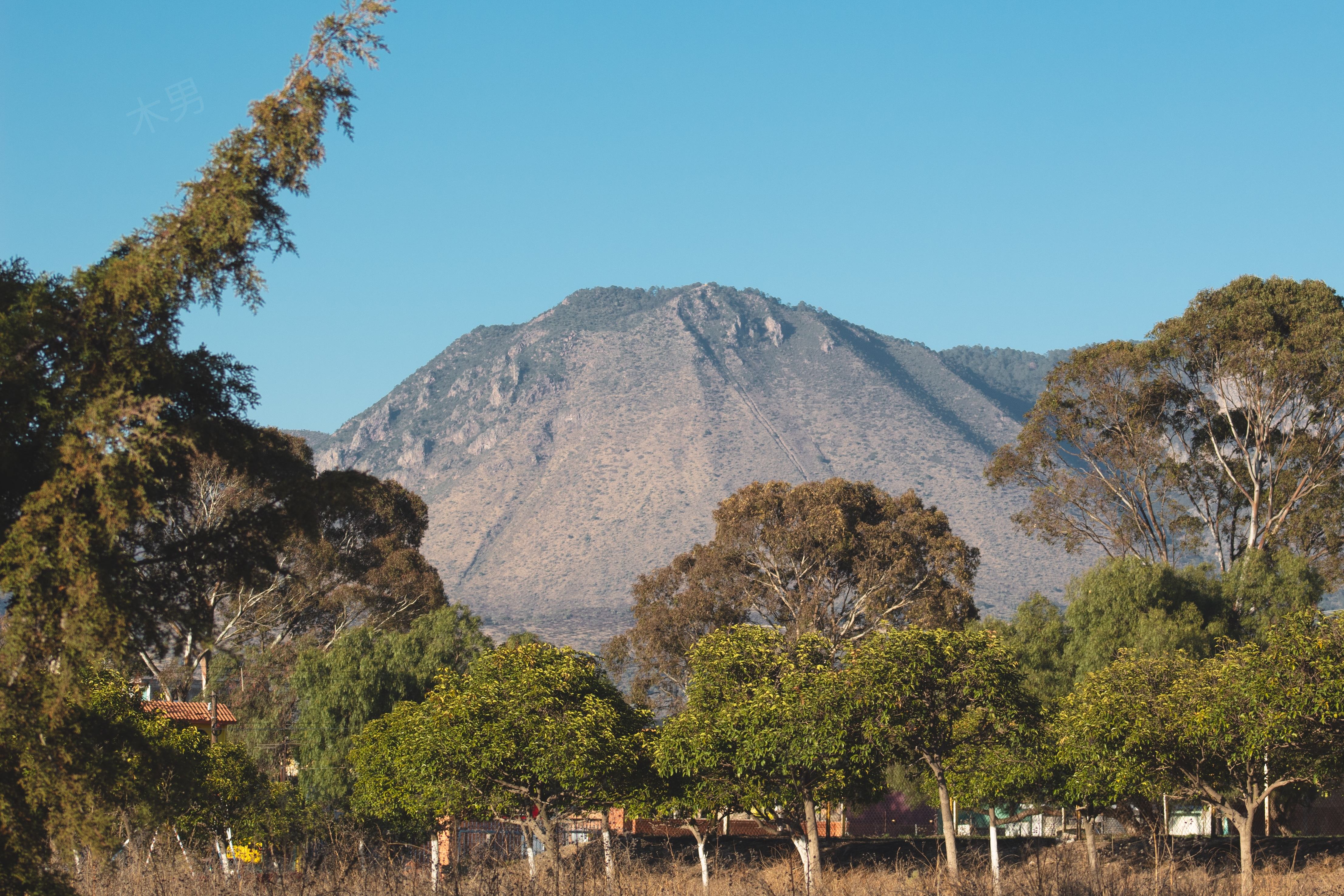
Cerro de Xihuingo, Vista desde Z.H. Dikona en Ciudad Sahagún

## Historia

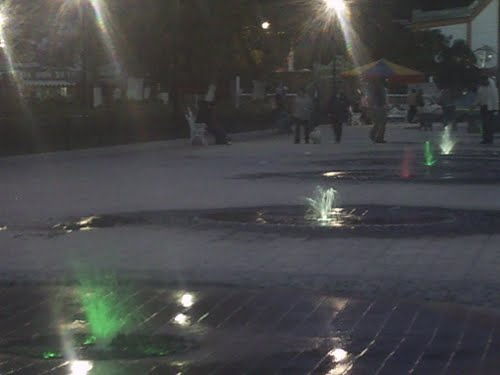
Plaza Rodrigo Gómez, la plaza pública más importante de la ciudad, remodelada en 2010.

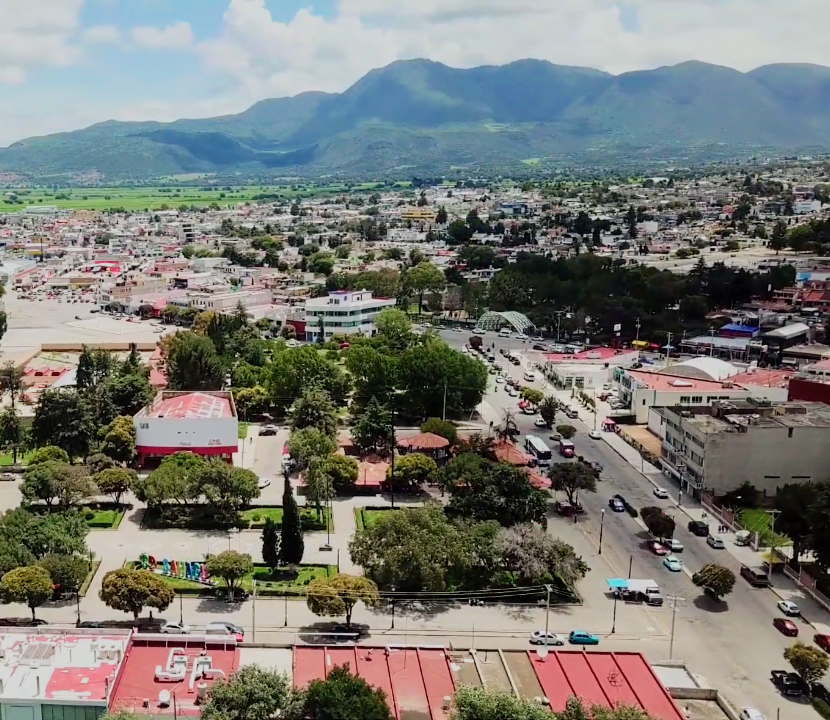
Centro de Ciudad Sahagún.

En la década de los 50, por mandato del presidente Miguel Alemán Valdés, se instaló en tierras del municipio de Tepeapulco, Hidalgo, a 95 kilómetros al norte de la Ciudad de México, lo que pretendía ser un modelo nacional: la zona industrial de Ciudad Sahagún. El 28 de julio de 1951 se creó Diésel Nacional S.A. (DINA), con un contrato de licencia y asesoría técnica de la firma italiana Fiat. 
En 1952 se comenzó la construcción de la primera nave de Constructora Nacional de Carros de Ferrocarril (Concarril). Al mismo tiempo se buscaba resolver la crisis del sector textil y en 1954 se constituyó la Fábrica Nacional de Maquinaria Textil “Toyoda de México”, que posteriormente se convirtió en Siderúrgica Nacional (Sidena), con lo que se establecieron las tres empresas ancla del núcleo fabril de Ciudad Sahagún.
Paralelamente se construyó un conjunto habitacional de 1317 viviendas y 46 departamentos, más tiendas, un mercado, campos deportivos, oficinas administrativas y servicios médicos y educativos básicos, así como la introducción de servicios como pavimentación, drenaje, agua potable, luz. En 1961 se sumaron 515 casas más, construidas por el IMSS. En 1971 Ciudad Sahagún fue incorporada al municipio de Tepeapulco. 
Alrededor de las principales empresas se instalaron otras como Plásticos Automotrices, DINA Komatsu Nacional S.A. o Sociedad Renault de México, cuyas operaciones comenzaron formalmente en 1979.

## Demografía

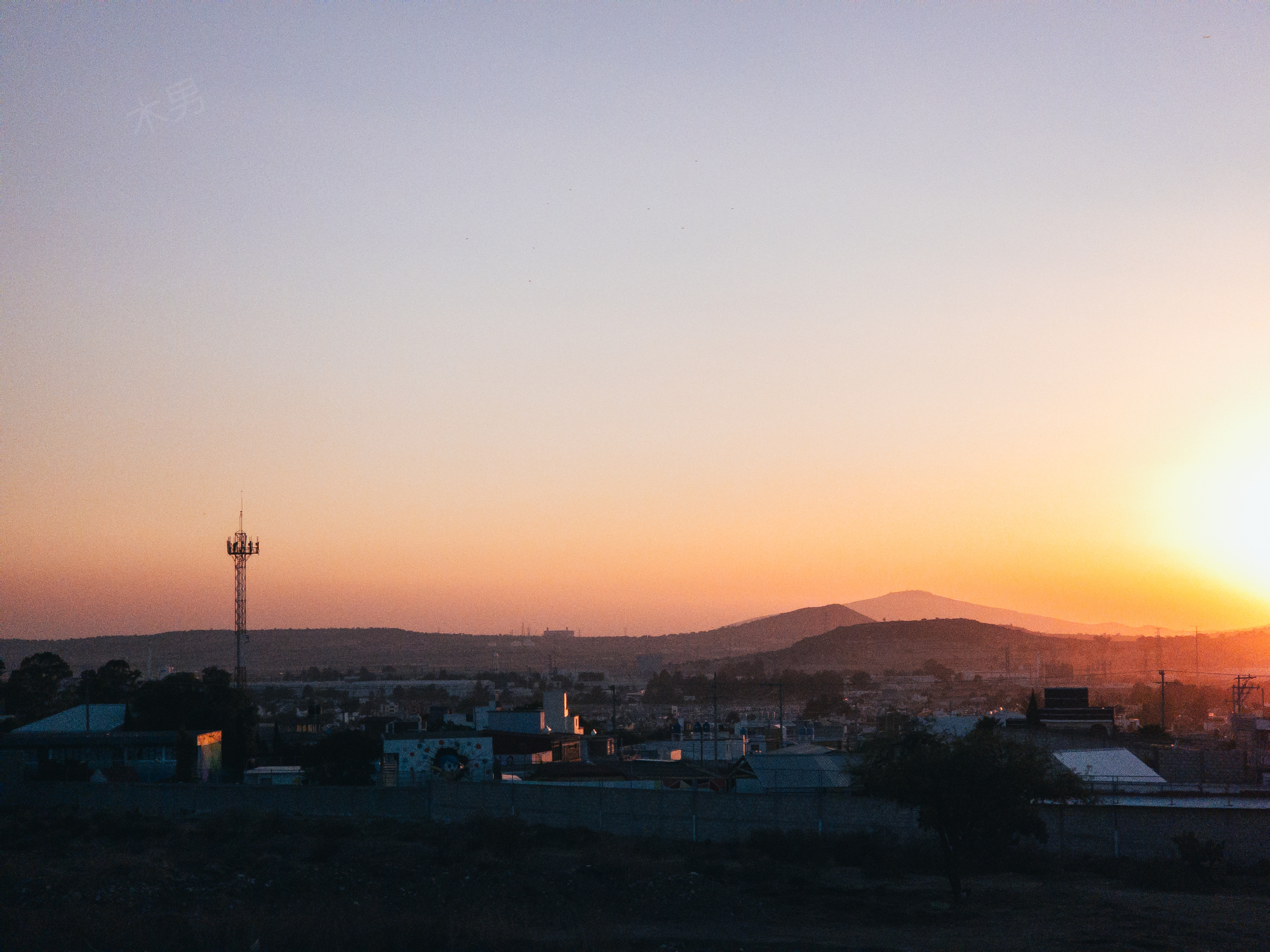
Fotografía Panorámica Dirección Suroeste desde Ciudad Sahagún

De acuerdo con el Censo de Población y Vivienda 2020 del INEGI; la ciudad tiene una población de 31 737 habitantes, lo que representa el 56.43 % de la población municipal. De los cuales 15 090 son hombres y 16 647 son mujeres; con una relación de 90.65 hombres por 100 mujeres. La localidad tiene un grado de marginación muy bajo y un grado de rezago social muy bajo.
Las personas que hablan alguna lengua indígena, es de 166 personas, alrededor del 0.52 % de la población de la ciudad. En la ciudad hay 243 personas que se consideran afromexicanos o afrodescendientes, alrededor del 0.77 % de la población de la ciudad.
De acuerdo con datos del censo INEGI 2020, unas 34 284 declaran practicar la religión católica; unas 3290 personas declararon profesar una religión protestante o cristiano evangélico; 80 personas declararon otra religión; y unas 4050 personas que declararon no estar adscritas en una religión pero ser creyentes.
| Gráfica de evolución demográfica de Ciudad Sahagún entre 1910 y 2020 |
|                                                                      |
| Población registrada por los censos y conteos del INEGI.             |

## Economía

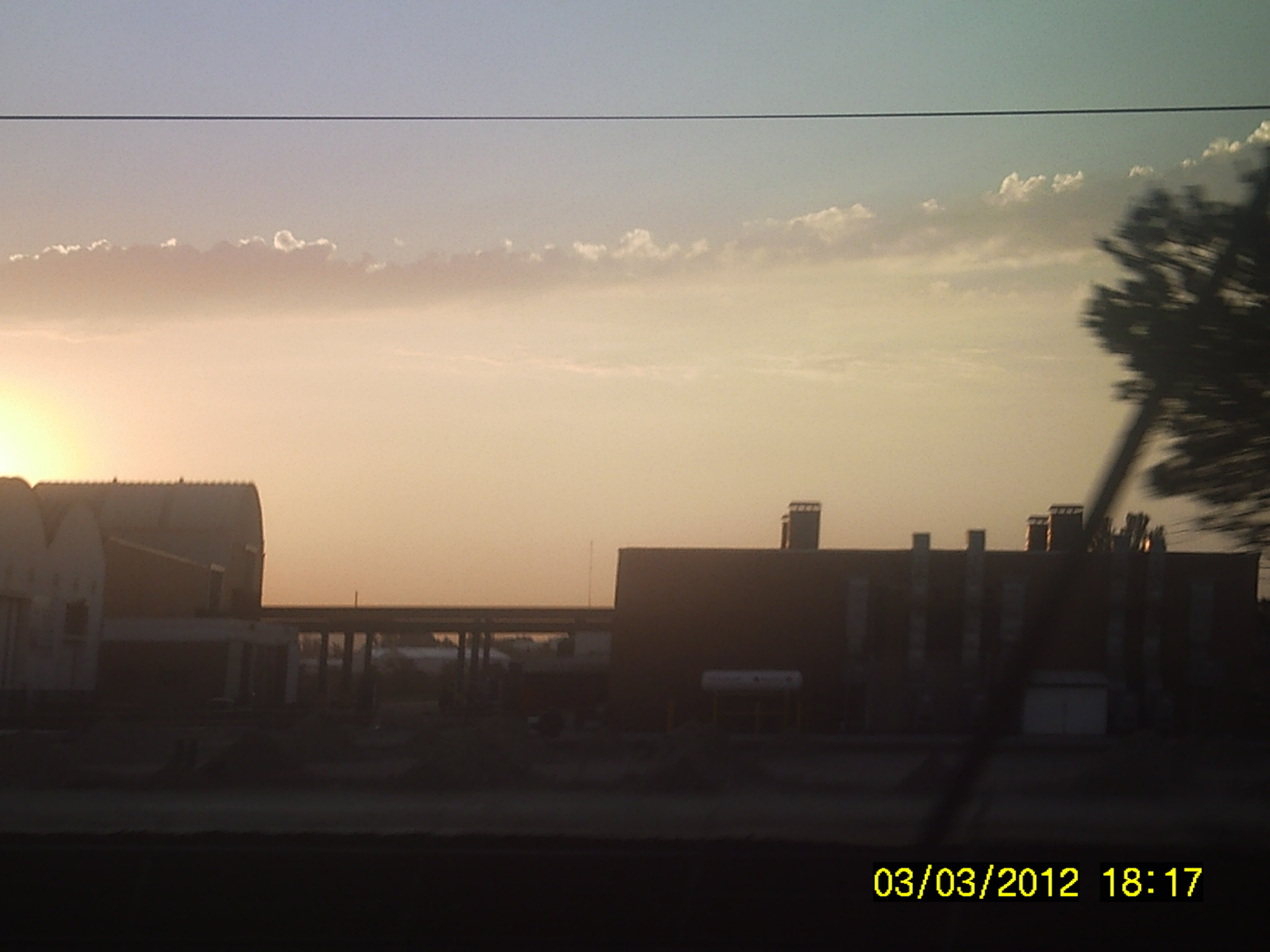
Algunas plantas de YSD Doors, las cuales forman parte de la zona industrial.

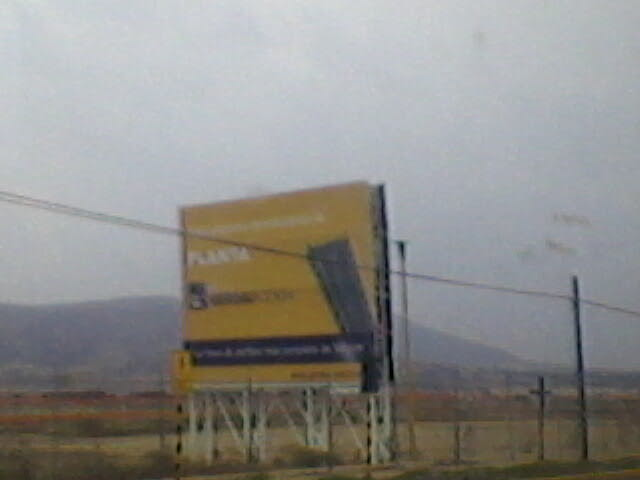
Anuncio de construcción de nuevas plantas industriales.

En 1986 con el cierre de Renault, la empresa más grande de la zona, se perdieron siete mil empleos por pérdidas en ventas, y Sidena, en manos del Estado. A finales de los 80, Concarril pasó a manos de Bombardier, firma de capital canadiense y su transformación trajo consigo políticas menos paternalistas que afectaron a los trabajadores sindicalizados, quienes hasta entonces gozaban de privilegios tales como exención de impuesto predial y servicios públicos, que absorbía la empresa.
Para 1993, Sidena, se declaró en quiebra técnica por problemas de liquidez y dos años más tarde fue adquirida por la firma ABC National Castings (ABC Naco) y de los tres mil empleados que llegó a tener, redujo su plantilla a 1077, que mantuvieron las recurrentes crisis hasta que en diciembre del 2002 la planta cerró y desde entonces los trabajadores buscaron la reactivación o la liquidación de sus salarios.
DINA, por su lado, cerró en enero su última planta (DINA-Camiones); antes se había desprendido de DINA-Autobuses, adquirida por Motor Coach Industries (MCI). En 1998 desapareció DINA-Plásticos y cedió su lugar a Servicios Sahagún, cuyo personal sindicalizado forma parte todavía del Sindicato Nacional Independiente de Trabajadores de la Industria Automotriz.
Ciudad Sahagún, en el 2008 albergaba 3 empresas de gran envergadura, 17 de mediano tamaño y 40 microempresas, sumando 60 empresas y casi 12 000 empleos, a diferencia de 40 000 plazas laborales que se habían logrado durante casi 36 años de un enorme progreso.

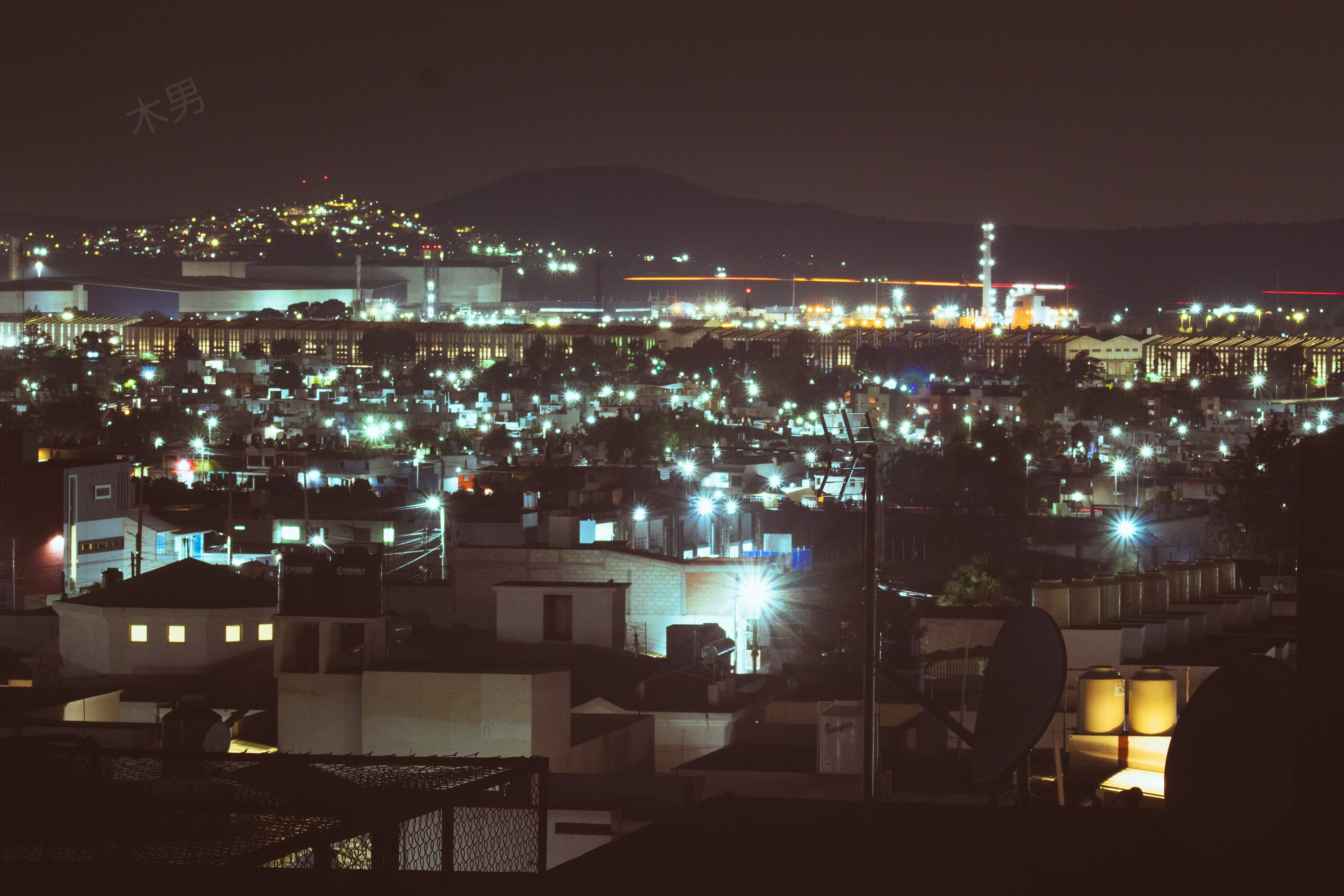
Fotografía Nocturna con Vista a Zona Industrial de Ciudad Sahagún

En 2009 han llegado nuevas empresas que han invertido su capital en la construcción de fábricas, unas casi por concluir y otras en proceso. Ejemplo de ello es la llegada de Svenska Cellulosa Aktiebolaget, la productora de metales Gerdau y un contenedor de Praxair, así como plantas de Greenbrier Companies como socios de Concarril; por lo que se considera que si bien Sahagún no volverá a tener el auge económico de antaño, bien puede ofrecer empleos para un número considerable de habitantes y recuperar de manera estable su economía.
Para 2020, destacan las siguientes empresas:ASF-Keystone de México, Bombardier Transportation México, Svenska Cellulosa Aktiebolaget (SCA), YSD Doors, Gerdau, Aerospace, JAP, American Coach de México (ACM), Dina Camiones, Giant Motors, Ferropartes Mexicanas, Greenbrier, Maquinados Teysa, Té Lagg's, Coca-Cola, COINTEC, Servicios Especializados Kapton, Industria Jemac, Soldadura, Mantenimiento y Maquinados Reyes.

## Gobierno
Ciudad Sahagún no tiene autonomía propia. En México, el gobierno encargado de las localidades es el ayuntamiento del municipio donde la población se encuentre; que en este caso es el ayuntamiento del municipio de Tepeapulco. Es sede de la Administración municipal, representación del Ayuntamiento en la ciudad; donde se encuentran diferentes oficinas de los cargos del Cabildo, de entre ellos la Tesorería.

## Cultura

### Fiestas

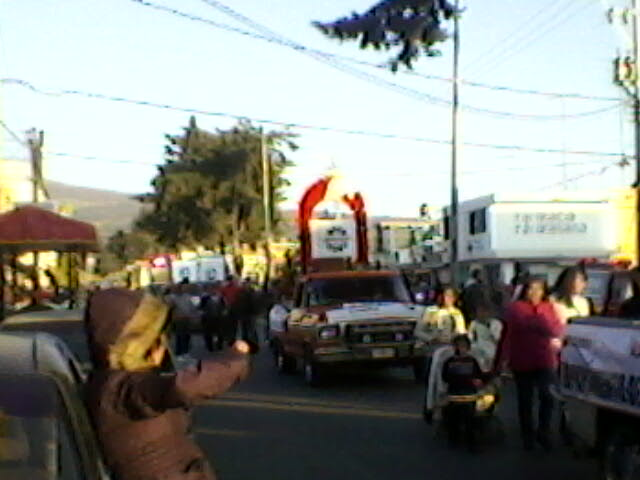
Peregrinación anual del 12 de diciembre sobre la avenida México (Colonia Benito Juárez) En ella participan más de 400 carrozas de familias, tiendas y empresas de la ciudad.

Las festividades para la gente de Ciudad Sahagún son muy importantes. Entre ellas destacan:
- El desfile del 15 de septiembre donde participan la mayor parte de las escuelas de la ciudad.
- El desfile del 20 de noviembre que se lleva a cabo por las principales calles de la ciudad. En donde las escuelas se enfocan en un solo tema: las actividades extra escolares de cada plantel. Los alumnos muestran es este desfile sus habilidades deportivas y culturales.
- El aniversario de la fundación de la ciudad, la cual se celebra la segunda semana de octubre. Durante una semana sobre la plaza Rodrigo Gómez (Centro de la ciudad) se realizan eventos culturales, artísticos y deportivos.
- La peregrinación del 12 de diciembre, la tradición es formar un carro alegórico y en él pasear a la imagen de la Virgen de Guadalupe por las principales calles de la ciudad hasta llegar a la iglesia principal, ubicada frente a la plaza Rodrigo Gómez. Los carros alegóricos son adornados con flores y acompañados de música. Al final cada imagen de la virgen es metida a la iglesia y el párroco preside una misa especial. Ya terminada ésta, se invita a la gente a presenciar el espectáculo de fuegos artificiales que se desarrolla en la plaza Rodrigo Gómez.
- El Festival de Globos de papel de Hidalgo. Esta tradición comenzó en el 2008 y se celebra en el segundo fin de semana del mes de diciembre. Este festival consta de construir y elevar globos de papel.[16]
- Concurso nacional de huapango que se lleva a cabo dentro del marco de la feria.

### Educación
Ciudad Sahagún cuenta con todos los niveles de estudio (básicos, medio, medio superior y superior). La educación es tanto pública como privada. Con respecto al nivel medio superior se encuentran tres importantes escuelas. Una de ellas es el Centro de Bachillerato Tecnológico Industrial y de Servicios n.º 59 (CBTis no. 59) que ofrece las carreras técnicas en Programación, Electrónica, Administración, Mecánica Industrial, Laboratorista Clínico, Mecatrónica, Logística y Ofimática, el Colegio de Estudios Científicos y Tecnológicos del Estado de Hidalgo, Plantel Tepeapulco, que ofrece las carreras de Soldadura Industrial y Producción Industrial y la preparatoria de la Universidad Autónoma del Estado de Hidalgo (UAEH). En el nivel superior, la UAEH incorporó la Escuela Superior Ciudad Sahagún en el año de 1999, iniciando labores en el 2000 con las licenciaturas de Contaduría e Ingeniería Industrial.